# خورشیدگرفتگی ۲۴ اکتبر ۲۰۶۰
خورشیدگرفتگی ۲۴ اکتبر ۲۰۶۰ (به انگلیسی: Solar eclipse of October 24, 2060) یک خورشیدگرفتگی از نوع خورشیدگرفتگی حلقه‌ای است. این خورشیدگرفتگی در تاریخ ۲۴ اکتبر ۲۰۶۰ میلادی (‎۳ آبان ۱۴۳۹ خورشیدی) روی خواهد داد که زمان اوج آن، ساعت ۹:۲۴:۱۰ به‌وقت ساعت هماهنگ جهانی است. مدت زمان و طول این خورشیدگرفتگی ۸ دقیقه و ۶ ثانیه خواهد بود.